# パペット・マスター3
『パペットマスター3 ナチス大決闘』（Puppet Master III: Toulon's Revenge）は、1991年のアメリカ合衆国映画。時間軸は『パペット・マスター』よりも前の物語となっている。

## あらすじ
トゥーロンが命を落とす数日前、ナチスに妻を殺されたトゥーロンが人形達を引き連れて復讐に出る。

## キャスト
- アンドレ・トゥーロン-ガイ・ロルフ
- ドクター・ヘス- イアン・アバクロンビー
- General Mueller - ウォルター・ゴテル
- Major Kraus - リチャード・リンチ
- エルザ・トゥーロン-サラ・ダグラス

## 今作より登場のパペット達
シックス・シューター（Six-Shooter）
６本の腕に銃を持つガンマン型パペット。
本作からの登場のため、時系列では後の１・２作目には存在しないという矛盾が生じるが、次回からのシリーズではほぼ継続して登場するようになる。8作目でパワーアップした際には、レーザーガンを武装した。

## 備考
トゥーロンが自殺した時は1939年3月15日であったのだが本作は1941年を舞台にしている矛盾がある、後のシリーズでの設定は本作の説が採用された。